# Humberto Coelho
Humberto Manuel de Jesus Coelho (Cedofeita, 20 de abril de 1950) é um ex-jogador e treinador, e atual vice-presidente da Federação Portuguesa de Futebol.

## Carreira
Humberto coelho começou a jogar futebol num pequeno clube do Porto  , Ramaldense FC, transferido para o Benfica na época 65-66 começando a jogar na época 66-67.
Humberto Coelho foi, como jogador, um excelente defesa central, considerado um dos melhores da Europa na sua época. Fez grande parte da sua carreira no SL Benfica, onde ingressou ainda como júnior, estreando-se na equipa principal em 68/69. Ao serviço do Clube da Luz, realizou 672 jogos e marcou 113 golos, um registo impressionante para um defesa. Em 75/76, partiu para o Paris Saint Germain, onde permaneceu por 2 épocas, regressando ao Benfica em 77/78. Integrou a seleção portuguesa por 64 vezes.
Inciou o seu trajecto como treinador, em 1985/1986, no Sporting de Braga, tendo ainda nessa temporada treinado o Salgueiros. De 1998 a 2000 orientou a Selecção Portuguesa, qualificando-a para o Euro 2000. Aí, conduziu a equipa nacional até as meias finais, sendo eliminado pela França, que se sagraria campeã.
No entanto, apesar dos bons resultados e do bom futebol apresentado pela equipa, o seu contrato não seria renovado. Depois disso, orientou a selecção de Marrocos e, mais tarde, a da Coreia do Sul. Em 2009, assumiu o comando técnico da Selecção da Tunísia, mas não conseguiu a qualificação para o Copa do Mundo FIFA de 2010.

## Títulos
Benfica
- Campeonato Português: 1968–69, 1970–71, 1971–72, 1972–73, 1974–75, 1980–81, 1982–83, 1983–84
- Taça de Portugal: 1968–69, 1969–70, 1971–72, 1979–80, 1980–81, 1982–83, 1984–85
- Supercopa de Portugal: 1979-80

## Vida pessoal
Casou-se em 10 de outubro de 1986 com uma jornalista francesa de nome Laurence. Tem duas filhas, nascidas em 1980 e 1986. Tem um neto chamado Frederico, nascido em 18 de janeiro de 2016.